# Phlegethontiidae
Phlegethontiidae — родина вимерлих чотириногих астопод, включаючи роди Phlegethontia та Sillerpeton.
Скам'янілості представляють пермський період США і кам'яновугільний період США, Чехії, Франції та Ірландії.